# Тунгусское плато
Тунгу́сское плато́ — плато в Красноярском крае, к северу от Енисейского кряжа, между реками Подкаменная Тунгуска и Курейка. Западная окраина Среднесибирского плоскогорья.
Плато простирается с севера на юг на 600 км. Преобладающие высоты составляют 600—800 м, максимальная — 930 м (на севере). Плато сложено осадочными породами палеозоя, которые пронизаны интрузиями вулканических пород (траппы, туфы).
Для Тунгусского плато характерны глубокие каньонообразные долины, ступенчатые склоны, плоские, местами заболоченные междуречья. Плато покрыто лиственничной тайгой, на вершинах — горная тундра.